# Metro van Nagoya

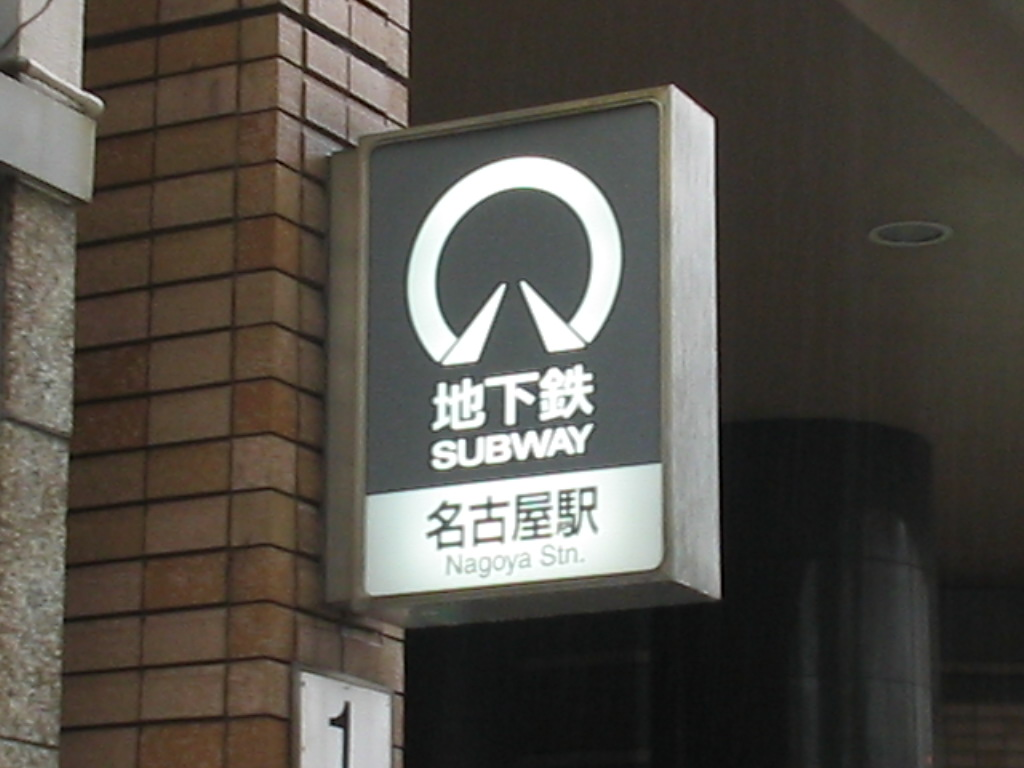
Het symbool van de metro in Nagoya

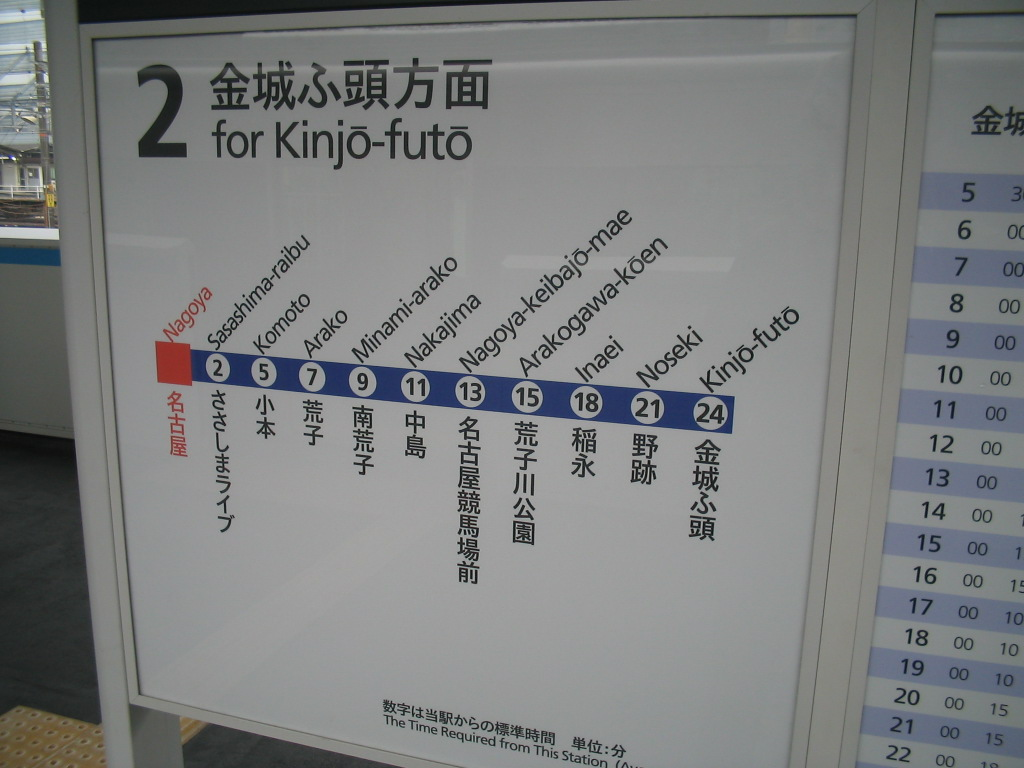
De Aonamilijn is in 2004 geopend

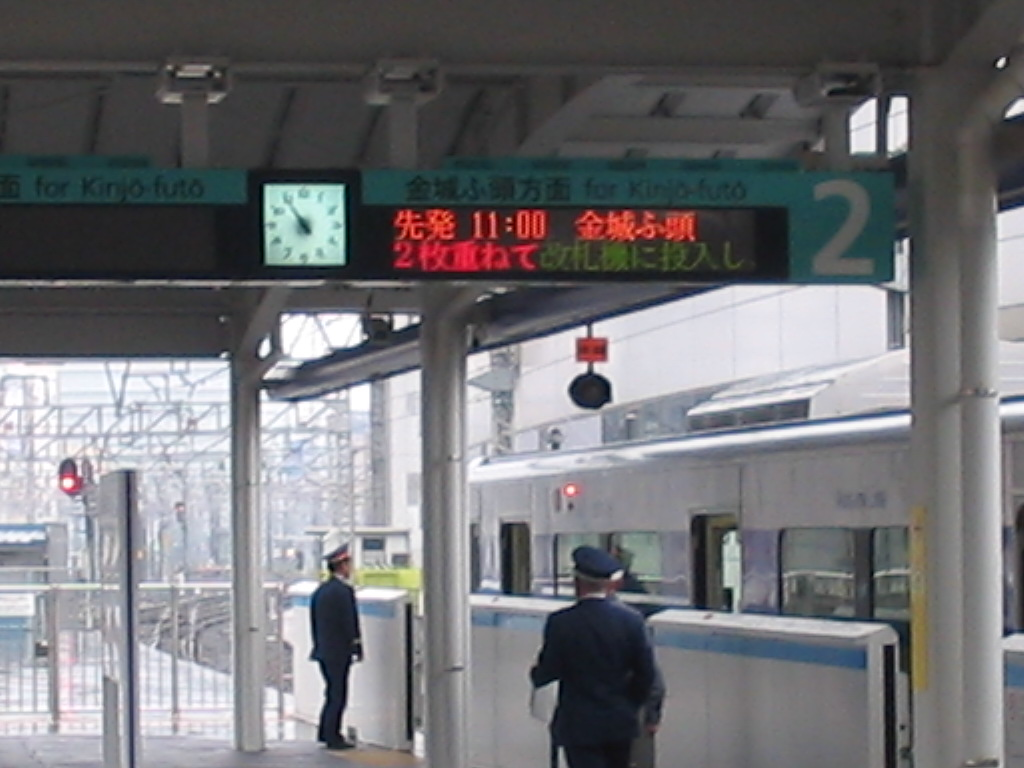
De perrons zijn voorzien van veiligheidshekken

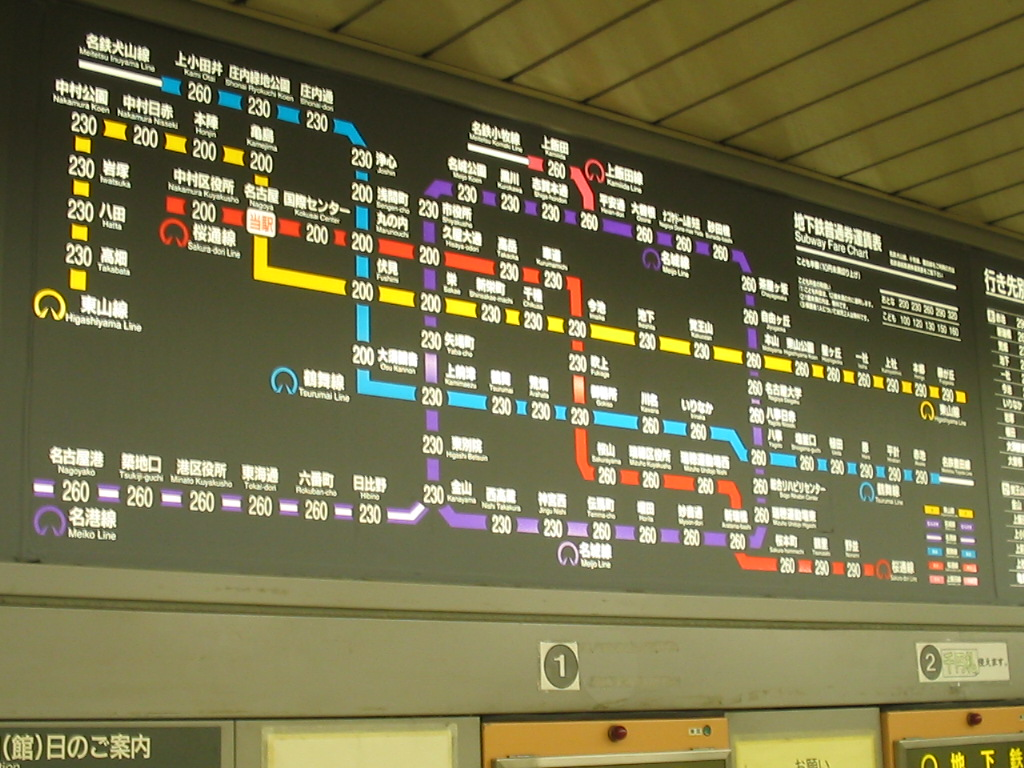
Het opzoeksysteem van het tarief

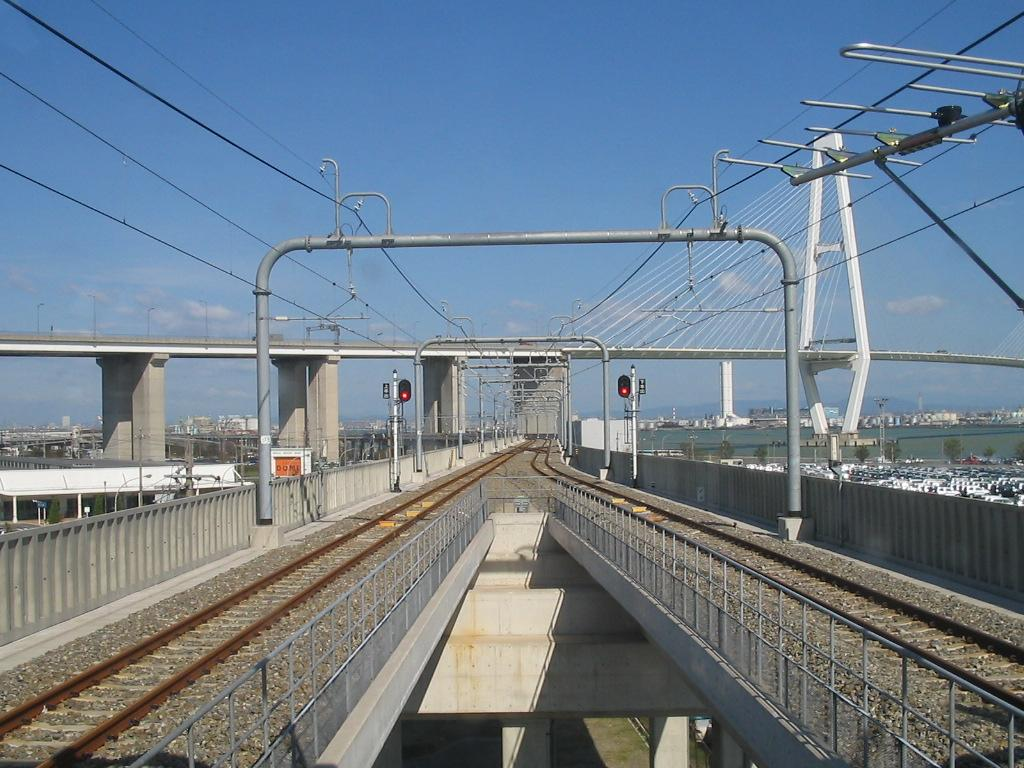
Aonami-lijn en de Meiko Chuo-brug

De metro van Nagoya  (Japans: 名古屋市営地下鉄, Nagoya-shiei chikatetsu) is de naam van het metronetwerk van Japans op drie na grootste stad, Nagoya. Het netwerk wordt uitgebaat door de “stedelijke vervoersmaatschappij van Nagoya”. Het netwerk bestaat uit zes metrolijnen waarmee reizigers zich binnen de stad  kunnen verplaatsen. In het station van Nagoya  zijn er verbindingen met 'JR treinen' voor bestemmingen buiten de agglomeratie.

## Algemeen
De prijs van een kaartje hangt af van het aantal zones tussen instap- en uitstaphalte. Prijzen (oktober 2004):
- 1 zone: 200 Yen, omgerekend 2 euro
- 2 zones: 2,30 euro
- 3 zones: 2,60 euro
- 4 zones: 2,90 euro
- 5 zones: 3,20 euro

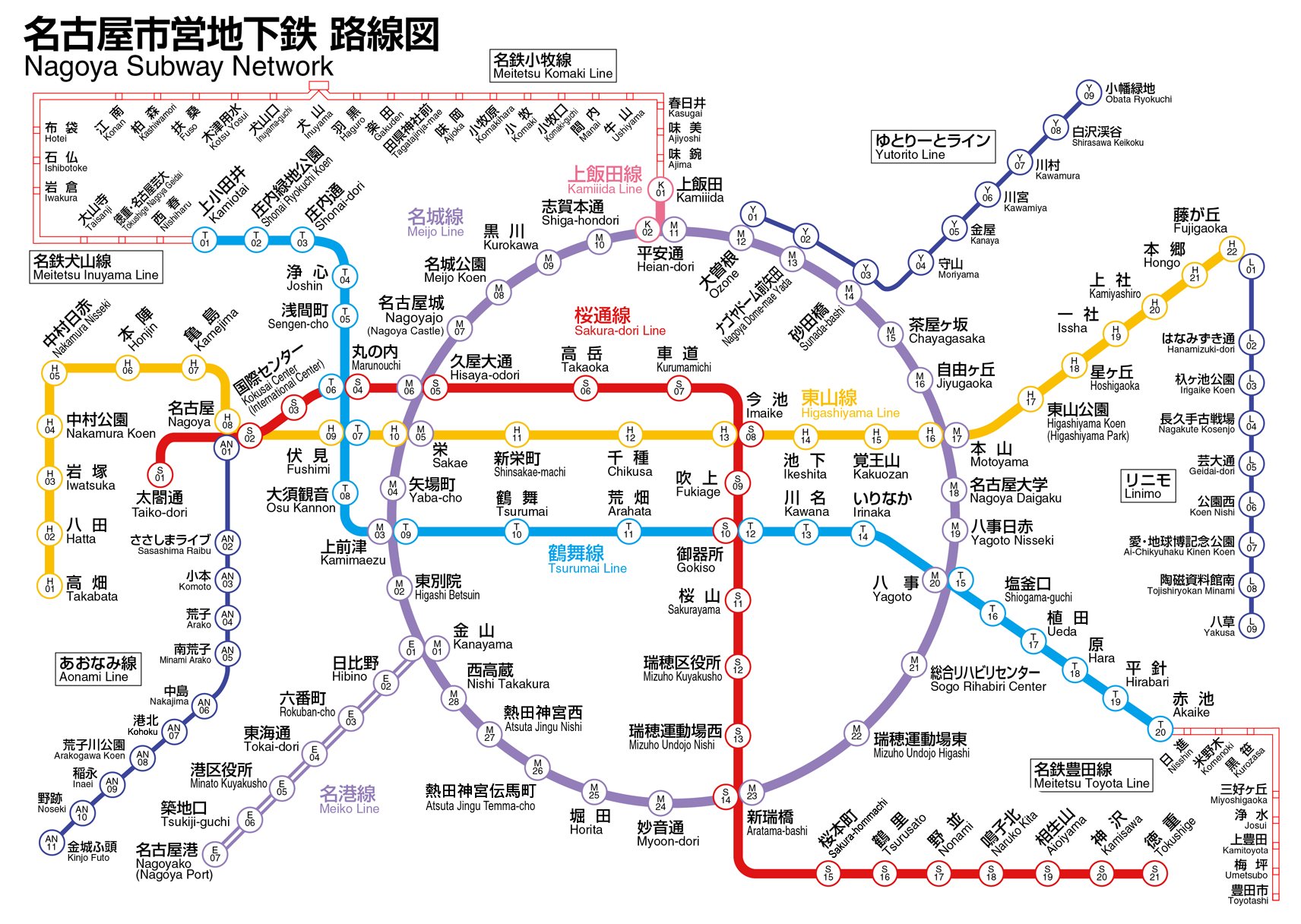
名古屋市営地下鉄路線図

Het aantal zones dat voor een bepaalde reis nodig is, en het bijbehorende tarief, kunnen worden afgelezen van een kaart waarop men de bestemmingshalte kan opzoeken.
Voor gebruik van de metro dient men in bezit te zijn van een kaartje dat bij de toegangspoortjes moet worden ingevoerd. Het kaartje krijgt men terug met een klein rond gaatje erin. Men dient het kaartje te bewaren.
Op de uitstaphalte kan het kaartje eventueel tegen bijbetaling met een 'opwaardeerautomaat' naar een hoger aantal zones worden opgewaardeerd. Daarna kan men door een poortje naar buiten, waarbij het kaartje wordt ingenomen.
Er zijn ook dagkaarten en abonnementen verkrijgbaar. Dagkaarten en abonnementen krijgt men bij de uitgangpoortjes wel terug.

## De metrolijnen en herkenningskleuren
- Higashiyama (oost-west) - geel
- Meijo (ringlijn) - paars
- Tsurumai (noordwest-zuidoost) - blauw
- Sakura-dori (centrum-zuid) - rood
- Kamiiida (noord) - roze
- Aonami - (centrum-zuid) grijsblauw

## Aonami-lijn
Op 6 oktober 2004 werd de Aonomi-lijn geopend die een directe verbinding tussen station Nagoya en het havengebied en het congrescentrum biedt. 
De lijn ligt geheel bovengronds en verhoogd. Er zijn 10 nieuwe haltes gebouwd op dit traject. Het instappen is pas mogelijk wanneer de metro volledig tot stilstand is gekomen en de automatische schuifdeuren, die in de hekken langs het perron staan, zich openen. De schuifdeuren openen zich exact op de plaats waar de metrodeuren zich ook openen.
De reistijd over het gehele traject is 24 minuten, terwijl de reguliere bus er 60 minuten over doet.